# Plan Totalnej Porażki
Plan Totalnej Porażki (ang. Total Drama Action) – drugi sezon kanadyjskiego animowanego reality show Totalna Porażka, poprzedni sezon Wyspy Totalnej Porażki. Odcinki w polskiej wersji językowej były emitowane na Cartoon Network.

## Opis fabuły
Dwa dni po wydarzeniach z Wyspy Totalnej Porażki 14 uczestników zakwalifikowało się na Plan Totalnej Porażki (jedna z uczestniczek – Courtney, powróciła w 13 odcinku). To reality show jest kręcone na opuszczonym planie filmowym w Toronto, więc wykorzystując okazję, Chris McLean opiera treść nowych zadań na gatunkach filmowych. Uczestnicy zawarli wiele stosunków – zarówno przyjaznych, jak i wrogich – podczas trwania poprzedniego show. Uczestnicy ponownie zostaną podzieleni na drużyny – Trzeszczące Żarówy oraz Zabójcze Makiety i ponownie staną do walki o górę pieniędzy tym razem o milion dolarów. W finałowym odcinku Beth wygrała z Duncanem jednym głosem. Plan Totalnej Porażki w oficjalnej, kanadyjskiej wersji wygrał Duncan.
W pierwszej części sezonu antagonistą jest Justin, ale po swoim powrocie Courtney przejmuje rolę głównego „czarnego charakteru”.

## Uczestnicy
Na Planie Totalnej Porażki eliminacja kolejnych uczestników przebiega podczas Ceremonii Pozłacanych Chrisów. Uczestnicy wybierają na palmtopach ikonę osoby, którą zamierzają usunąć. Uczestnik, który nie otrzyma Pozłacanego Chrisa (który tak naprawdę jest jego czekoladową figurką w złotej folii), musi odejść Aleją Wstydu, wsiąść do Limuzyny Łajz, i już nigdy nie powrócić na plan. Zawodnicy odpadają nieregularnie.
| Pozycja | Uczestnik | Drużyna            | Status I                                       | Status II                                           | Etap        |
| ------- | --------- | ------------------ | ---------------------------------------------- | --------------------------------------------------- | ----------- |
| 14/15   | Geoff     | Bez drużyny        | Debiut Odcinek 1 „Uwaga, potwór!”              | Eliminacja Odcinek 2 „Poszukiwanie kosmicznych jaj” | Brak Drużyn |
| 14/15   | Bridgette | Bez drużyny        | Debiut Odcinek 1 „Uwaga, potwór!”              | Eliminacja Odcinek 2 „Poszukiwanie kosmicznych jaj” | Brak Drużyn |
| Powrót  | Izzy      | Zabójcze Makiety   | Debiut Odcinek 1 „Uwaga, potwór!”              | Eliminacja Odcinek 3 „Zamieszki na planie”          | Drużyna     |
| 13      | Trent     | Zabójcze Makiety   | Debiut Odcinek 1 „Uwaga, potwór!”              | Eliminacja Odcinek 5 „3:10 do Obłędowa”             | Drużyna     |
| 12      | Gwen      | Trzeszczące Żarówy | Debiut Odcinek 1 „Uwaga, potwór!”              | Eliminacja Odcinek 7 „Wypożyczona kuchnia Chefa”    | Drużyna     |
| 11      | DJ        | Trzeszczące Żarówy | Debiut Odcinek 1 „Uwaga, potwór!”              | Rezygnacja Odcinek 9 „Projekt piaskowa czarownica”  | Drużyna     |
| 10      | Izzy      | Zabójcze Makiety   | Powrót Odcinek 7 „Wypożyczona kuchnia Chefa”   | Eliminacja Odcinek 11 „Pełny Dramat”                | Drużyna     |
| Powrót  | Owen      | Zabójcze Makiety   | Debiut Odcinek 1 „Uwaga, potwór!”              | Eliminacja Odcinek 13 „Ocean ośmiu lub dziewięciu”  | Drużyna     |
| 9       | Heather   | Trzeszczące Żarówy | Debiut Odcinek 1 „Uwaga, potwór!”              | Eliminacja Odcinek 15 „Dzieci za milion dolarów”    | Drużyna     |
| 8       | Leshawna  | Trzeszczące Żarówy | Debiut Odcinek 1 „Uwaga, potwór!”              | Eliminacja Odcinek 17 „Super Haro-ld”               | Bez Drużyny |
| 7       | Justin    | Zabójcze Makiety   | Debiut Odcinek 1 „Uwaga, potwór!”              | Eliminacja Odcinek 19 „Duma księżniczki”            | Bez Drużyny |
| 6       | Lindsay   | Zabójcze Makiety   | Debiut Odcinek 1 „Uwaga, potwór!”              | Eliminacja Odcinek 21 „Reguła kołysania”            | Bez Drużyny |
| 5       | Harold    | Trzeszczące Żarówy | Debiut Odcinek 1 „Uwaga, potwór!”              | Eliminacja Odcinek 23 „2008: Owen w kosmosie”       | Bez Drużyny |
| 4       | Courtney  | Zabójcze Makiety   | Debiut Odcinek 13 „Ocean ośmiu lub dziewięciu” | Eliminacja Odcinek 24 „Dobry piesek”                | Bez Drużyny |
| 3       | Owen      | Zabójcze Makiety   | Powrót Odcinek 21 „Reguła kołysania”           | Dyskwalifikacja Odcinek 24 „Dobry piesek”           | Bez Drużyny |
| 2       | Duncan    | Trzeszczące Żarówy | Debiut Odcinek 1 „Uwaga, potwór!”              | Finalista Odcinek 26 „PTP Podsumowanie IV (...)”    | Bez Drużyny |
| 1       | Beth      | Zabójcze Makiety   | Debiut Odcinek 1 „Uwaga, potwór!”              | Wygrana Odcinek 26 „PTP Podsumowanie IV (...)”      | Bez Drużyny |

## Wersja polska
Opracowanie i udźwiękowienie wersji polskiej: Studio Sonica

Reżyseria: 
- Piotr Kozłowski,
- Miriam Aleksandrowicz (odc. 27)

Dialogi polskie: 
- Joanna Kuryłko,
- Jan Aleksandrowicz-Krasko (odc. 27)

Dźwięk i montaż: Maciej Brzeziński

Teksty Piosenek i Kierownictwo Muzyczne: Marek Krejzler

Kierownictwo produkcji: Agnieszka Kudelska

Wystąpili:
- Łukasz Talik – Chris McLean
- Beata Deskur – Gwen
- Jan Aleksandrowicz-Krasko -
  - Owen,
  - Noah
- Waldemar Barwiński – Justin
- Paweł Ciołkosz
  - Duncan,
  - Ezekiel (odc. 27)
- Dorota Furtak – Heather
- Modest Ruciński – Trent
- Monika Ambroziak – Leshawna
- Agnieszka Kudelska –
  - Beth
  - Blaineley (odc. 27)
- Joanna Pach
  - Lindsay (odc. 1-10, 19-21)
  - Dziewczyna (odc. 27)
- Joanna Górniak – Izzy
- Piotr Kozłowski – Harold
- Robert Kudelski – Geoff
- Karolina Dryzner – Bridgette
- Michał Maciejewski – 
  - DJ
  - Mama DJ-a
- Miłogost Reczek – Szef kuchni
- Klementyna Umer – Courtney
- Katarzyna Łaska –
  - Katie,
  - Lindsay (odc. 11-17)
- Magdalena Stużyńska-Brauer – Sadie
- Michał Głowacki – Cody
- Andrzej Deskur  – Tyler
- Marta Zygadło – Eva
- Marcin Przybylski – Alejandro
- Anna Sroka – Sierra
- Leszek Zduń - Josh (odc. 27)

i inni
Piosenkę śpiewał: Modest Ruciński i inni

Lektor: Miłogost Reczek

## Odcinki
- Serial składa się z 27 odcinków.
- Premiera w Polsce nastąpiła (odcinki 1-26) – 10 września 2009 roku.
- Premiera w Polsce (odcinki 1-15) – 22 lutego 2010 roku.
- Premiera w Kanadzie nastąpiła 11 stycznia 2009 roku.
- Premiera w USA nastąpiła 11 czerwca 2009 roku.
- Maratony:
  - 26 grudnia 2009 roku w godz. 16:00-19:25 i 27 grudnia 2009 roku w godz. 10:35-13:55 był emitowany maraton z dotychczas wyemitowanymi odcinkami Planu Totalnej Porażki.
  - 30 stycznia 2010 od 16:00 do 19:25 oraz 31 stycznia 2010 od 10:35 do 13:55 został wyemitowany kolejny maraton z serialem Plan Totalnej Porażki.
  - 27 lutego 2010 od godz. 10:35 do 15:35 oraz 28 lutego 2010 od godz. 10:35 do 16:00 został wyemitowany maraton – „Plan Totalnej Porażki, weekend ostatniej szansy”.

### Spis odcinków
| Premiera odcinka w Polsce | Nr | Angielski tytuł                                     | Polski tytuł                                       |
| ------------------------- | -- | --------------------------------------------------- | -------------------------------------------------- |
|                           |    |                                                     |                                                    |
| SERIA DRUGA               |    |                                                     |                                                    |
|                           |    |                                                     |                                                    |
| 10.09.2009                | 01 | Monster Cash                                        | Uwaga, potwór!                                     |
|                           |    |                                                     |                                                    |
| 17.09.2009                | 02 | Alien Resurr-eggtion                                | Poszukiwanie kosmicznych jaj                       |
|                           |    |                                                     |                                                    |
| 24.09.2009                | 03 | Riot on Set                                         | Zamieszki na planie                                |
|                           |    |                                                     |                                                    |
| 01.10.2009                | 04 | Beach Blanket Bogus                                 | Plaża, upał i trudne zadanie                       |
|                           |    |                                                     |                                                    |
| 08.10.2009                | 05 | 3:10 to Crazytown                                   | 3:10 do Obłędowa                                   |
|                           |    |                                                     |                                                    |
| 15.10.2009                | 06 | TDA Aftermath I                                     | PTP Podsumowanie 1: Rozpacz Trenta                 |
|                           |    |                                                     |                                                    |
| 22.10.2009                | 07 | The Chefshank Redemption                            | Wypożyczona kuchnia szefa                          |
|                           |    |                                                     |                                                    |
| 29.10.2009                | 08 | One Flu Over The Cuckoos                            | Pewnej nocy, zaatakowała grypa                     |
|                           |    |                                                     |                                                    |
| 05.11.2009                | 09 | The Sand Witch Project                              | Projekt piaskowa czarownica                        |
|                           |    |                                                     |                                                    |
| 12.11.2009                | 10 | Masters of Disaster                                 | Mistrzowie katastrofy                              |
|                           |    |                                                     |                                                    |
| 19.11.2009                | 11 | Full Metal Drama                                    | Pełny dramat                                       |
|                           |    |                                                     |                                                    |
| 26.11.2009                | 12 | TDA Aftermath II                                    | PTP Podsumowanie 2: Dla Gwen i zapomnienia         |
|                           |    |                                                     |                                                    |
| 10.12.2009                | 13 | Ocean's Eight – Or Nine                             | Ocean ośmiu, lub dziewięciu                        |
|                           |    |                                                     |                                                    |
| 18.12.2009                | 14 | One Million Bucks B.C. (Before Courtney)            | Milion dolarów P. C. (Przed Courtney)              |
|                           |    |                                                     |                                                    |
| 23.12.2009                | 15 | Million Dollar Babies                               | Dzieci za milion dolarów                           |
|                           |    |                                                     |                                                    |
| 24.12.2009                | 16 | Dial M For Merger                                   | -M- Wykręcone połączenie                           |
|                           |    |                                                     |                                                    |
| 31.12.2009                | 17 | Super Hero-ld                                       | Super Haro-ld                                      |
|                           |    |                                                     |                                                    |
| 07.01.2010                | 18 | TDA Aftermath III                                   | PTP Podsumowanie 3: Owen lub przegrana             |
|                           |    |                                                     |                                                    |
| 14.01.2010                | 19 | The Princess Pride                                  | Duma księżniczki                                   |
|                           |    |                                                     |                                                    |
| 21.01.2010                | 20 | Get a Clue                                          | Poszlaka                                           |
|                           |    |                                                     |                                                    |
| 28.01.2010                | 21 | Rock'n Rule                                         | Reguła kołysania                                   |
|                           |    |                                                     |                                                    |
| 04.02.2010                | 22 | Crouching Courtney, Hidden Owen                     | Skulona Courtney, ukryty Owen                      |
|                           |    |                                                     |                                                    |
| 11.02.2010                | 23 | 2008: A Space Owen                                  | 2008: Owen w kosmosie                              |
|                           |    |                                                     |                                                    |
| 18.02.2010                | 24 | Top Dog                                             | Dobry Piesek                                       |
|                           |    |                                                     |                                                    |
| 25.02.2010                | 25 | Mutiny on the Sounstage                             | Bunt w studiu                                      |
|                           |    |                                                     |                                                    |
| 04.03.2010                | 26 | TDA Aftermath IV                                    | PTP Podsumowanie IV:Kto będzie milionerem?         |
|                           |    |                                                     |                                                    |
| 29.08.2010                | 27 | Celebrity Manhunt's Total Drama Action Reunion Show | Wyścig celebrytów Planu Totalnej Porażki - powrót! |
|                           |    |                                                     |                                                    |